# Deceptive Bends
Deceptive Bends ist das fünfte Album der Rockband 10cc und wurde in Großbritannien im April 1977 veröffentlicht.

## Hintergrund
Der Weggang von Kevin Godley und Lol Creme 1976 wäre fast das Ende für 10cc gewesen. Doch Eric Stewart und Graham Gouldman setzten mit Hilfe des Schlagzeugers Paul Burgess den Erfolg der Band fort. Alle Lieder des Albums wurden von Eric Stewart und Graham Gouldman geschrieben. Das Cover-Design wurde erneut von Hipgnosis gestaltet.

## Rezeption

### Kritik
Donald A. Guarisco von Allmusic schrieb, der einzige Zeitpunkt, bei dem Deceptive Bends nicht genüge, sei das mit Längen behaftete Medley Feel the Benefit. Das Album sei „the finest achievement of 10cc's post-Godley and Creme lineup“, das beste der Post-Godley- und -Creme-Ära. Er vergab vier von fünf Sternen.

### Charterfolg
Das Album erreichte in Großbritannien Platz 2 der LP-Charts. In den USA landete das Album auf Platz 31 der Billboard LP-Charts.
Aus dem Album wurde der Titel Good Morning Judge ausgekoppelt. Die Single erreichte in Großbritannien Platz 5 der Singles-Charts, in den USA lediglich Platz 69.

## Titelliste
1. Good Morning Judge – 2:55
2. The Things We Do for Love – 3:29
3. Marriage Bureau Rendezvous – 4:04
4. People in Love – 3:48
5. Modern Man Blues – 5:35
6. Honeymoon with B Troop – 2:46
7. I Bought a Flat Guitar Tutor – 1:48
8. You've Got a Cold – 3:36
9. Feel the Benefit, Pt. 1–3 – 11:31

### Extratitel
1. Hot to Trot – 4:30
2. Don't Squeeze Me Like Toothpaste – 3:39
3. I'm So Laid Back, I'm Laid Out – 3:46

Die Titel 10 bis 12 sind Bonustitel und stammen von der überarbeiteten Version von 1997.

## Besetzung
- Graham Gouldman – Orgel, Gitarre, Dobro, Fuzz Bass, Harmonie Gesang, Klatschen, Gesang, Triangel, Tamburin, Autoharp, Bass
- Eric Stewart – Orgel, Gitarre, Klavier, Keyboard, Slide-Gitarre, Moog-Synthesizer, Gesang, E-Piano, Maracas
- Paul Burgess – Perkussion, Triangel, Tamburin, Conga, Claves, Vibraphon, Cabassa, Glockenbaum, Holzblock, Klatschen, Glocken, Gong, Schlagzeug, Klavier

## Gastbesetzung
- Del Newman – Streicher - Arrangement
- Jean Roussel – Orgel, Keyboards, E-Piano
- Tony Spath – Klavier, Oboe